# San Francesco rinuncia ai beni terreni
San Francesco rinuncia ai beni terreni  o Rinuncia agli averi è la quinta delle ventotto scene del ciclo di affreschi delle Storie di san Francesco della Basilica superiore di Assisi, attribuiti a Giotto. Fu dipinta verosimilmente tra il 1292 e il 1296 e misura 230x270 cm.
Questo episodio appartiene alla serie della Legenda maior (I, 3) di san Francesco: "Quando restituì al padre ogni cosa e, deposte le vesti, rinunciò ai beni paterni e temporali, dicendo: «Di qui in avanti posso dire con certezza: -Padre nostro che sei nei cieli-, poiché Pietro di Bernardone m'ha ripudiato.»"

## Descrizione e stile
La scena, che si svolse nella piazza del Vescovado ad Assisi, è organizzata secondo uno schema molto efficace di due fasce verticali intervallate dallo sfondo neutro: a sinistra Pietro Bernardone, il padre di Francesco, col volto contratto, dalla notevole espressività, viene trattenuto da un uomo per un braccio; egli ha il pugno chiuso e si solleva la veste come per volersi lanciare contro il figlio, un vero e proprio "gesto parlante"; dietro di lui si dispiegano i cittadini borghesi; dall'altra parte san Francesco spogliato che prega asceticamente verso la mano di Dio benedicente che appare tra le nuvole; il vescovo copre alla meglio la sua nudità e altri religiosi (caratterizzati dalla tonsura) lo seguono. La netta spaccatura della scena è efficacemente simbolica delle posizioni inconciliabili dei due schieramenti, che sono il passato e il presente di Francesco.
Nella casualità quotidiana della folla non è tralasciata nemmeno la raffigurazione di due bambini, quali passanti, che tengono le vesti rialzate, forse per tenere dei sassi da tirare al "pazzo".
Notevolissima è poi la resa anatomica del corpo di Francesco, con chiare lumeggiature che definiscono il volume della muscolatura di sorprendente modernità (si pensi quanto sono lontani i geometrici grafismi dei crocifissi della pittura immediatamente precedente). Particolarmente stringenti sono le affinità, soprattutto nei volti, con le figure dipinte nei registri superiori della basilica dal cosiddetto Maestro di Isacco, forse lo stesso Giotto, o forse un capo bottega leggermente più anziano.
Le scenografie architettoniche sono particolarmente sviluppate in altezza e creano complessi volumi con vuoti e pieni (si guardi per esempio al terrazzo sulla destra sostenuto da una colonna). In questi edifici non sono mantenuti rapporti dimensionali coerenti con le figure presenti, ma sono delle semplici quinte alla scena. Alcune incertezze assonometriche si possono notare nella scaletta esterna sulla sinistra, dove i gradini non sono dritti per permettere l'innaturale visione del pavimento (mentre si vede il soffitto del pianerottolo anche in basso dove è sorretto da due colonne).
Figure e sfondo appaiono efficacemente integrate, con colori chiari e brillanti dalle valenze anche simboliche: l'abito del padre ad esempio è giallo, simbolo di ricchezza mondana.